# Bunium
Genre
Bunium est un genre de plantes à fleurs de la famille des Apiacées comprenant 48 espèces. Il est présent surtout en Asie tempéré, en Europe et en Afrique du Nord. Les tubercules de certaines espèces sont comestibles. 

## Liste d'espèces
Selon Catalogue of Life (5 juil. 2012) :
- Bunium afghanicum
- Bunium agrarium
- Bunium alaicum
- Bunium alatum
- Bunium alpinum
- Bunium ammoides
- Bunium amplifolium
- Bunium angreni
- Bunium aphyllum
- Bunium apiculatum
- Bunium arcuatum
- Bunium aureum
- Bunium avmmanum
- Bunium avromanum
- Bunium badachschanicum
- Bunium badghysi
- Bunium bourgaei
- Bunium brachyactis
- Bunium brevifolium
- Bunium bulbocastanum
- Bunium bulbosum
- Bunium butinioides
- Bunium cabulicum
- Bunium capillifolium
- Bunium capusi
- Bunium caroides
- Bunium carvifolium
- Bunium carviforme
- Bunium cataonicum
- Bunium cedretorum
- Bunium chabertl
- Bunium chaerophylloides
- Bunium cilicicum
- Bunium collinum
- Bunium copticum
- Bunium cornigerum
- Bunium corydalinum
- Bunium crassifolium
- Bunium creticum
- Bunium cylindraceum
- Bunium cylindricum
- Bunium cynapioides
- Bunium daucoides
- Bunium denudatum
- Bunium divaricatum
- Bunium elatum
- Bunium elegans
- Bunium elvendia
- Bunium fedtschenkoanum
- Bunium ferulaceum
- Bunium filipes
- Bunium flexuosum
- Bunium fontanesii
- Bunium fragrantissimum
- Bunium glaberrimum
- Bunium gypsaceum
- Bunium hermonis
- Bunium hissaricum
- Bunium imbricatum
- Bunium incrassatum
- Bunium intermedium
- Bunium junceum
- Bunium kandaharicum
- Bunium kopetdagense
- Bunium korovinii
- Bunium korshinskii
- Bunium korshinskyi
- Bunium kuhitangi
- Bunium lendneri
- Bunium ligusticifolium
- Bunium lindbergii
- Bunium longilobum
- Bunium longipes
- Bunium luristanicum
- Bunium luteum
- Bunium majus
- Bunium mauritanicum
- Bunium mediterraneum
- Bunium microcarpum
- Bunium minus
- Bunium minutifolium
- Bunium montanum
- Bunium nepalense
- Bunium nivale
- Bunium nothum
- Bunium nudum
- Bunium oeroilanicum
- Bunium pachypodum
- Bunium paucifolium
- Bunium perotii
- Bunium persicum
- Bunium pestalozzae
- Bunium petraeum
- Bunium peucedanoides
- Bunium pityranthon
- Bunium platycarpum
- Bunium pygmaeum
- Bunium rectangulum
- Bunium rigens
- Bunium rigidulum
- Bunium salsum
- Bunium sampaioi
- Bunium saxatile
- Bunium scabrellum
- Bunium seravschanicum
- Bunium sewerzowi
- Bunium simplex
- Bunium sogdianum
- Bunium stewartianum
- Bunium strictum
- Bunium tenerum
- Bunium tenuifolium
- Bunium tenuisectum
- Bunium ternatum
- Bunium transcaspicum
- Bunium trichophyllum
- Bunium turkestanicum
- Bunium vaginatum
- Bunium verruculosum
- Bunium verticillatum
- Bunium virescens
- Bunium wolffii